# Nathaniel Hazard
Nathaniel Hazard (*  1776 in Newport, Rhode Island; † 17. Dezember 1820 in Washington, D.C.) war ein US-amerikanischer Politiker. Zwischen 1819 und 1820 vertrat er den zweiten Wahlbezirk des Bundesstaates Rhode Island im US-Repräsentantenhaus.

## Werdegang
Das genaue Geburtsdatum von Nathaniel Hazard ist nicht bekannt. Bis 1792 studierte er an der Brown University in Providence. Er wurde Mitglied der von  Präsident Thomas Jefferson gegründeten Demokratisch-Republikanischen Partei. In den Jahren 1818 und 1819 war Hazard Abgeordneter im Repräsentantenhaus von Rhode Island und fungierte dort zeitweise als Speaker.
Bei den Kongresswahlen des Jahres 1818 wurde er für den zweiten Abgeordnetensitz des Staates Rhode Island in das US-Repräsentantenhaus in Washington gewählt. Dort löste er am 4. März 1819 James Brown Mason von der Föderalistischen Partei ab. Er konnte die Legislaturperiode, die am 3. März 1821 endete, nicht mehr beenden, da er am 17. Dezember 1820 starb.